# Weinbau in Serbien

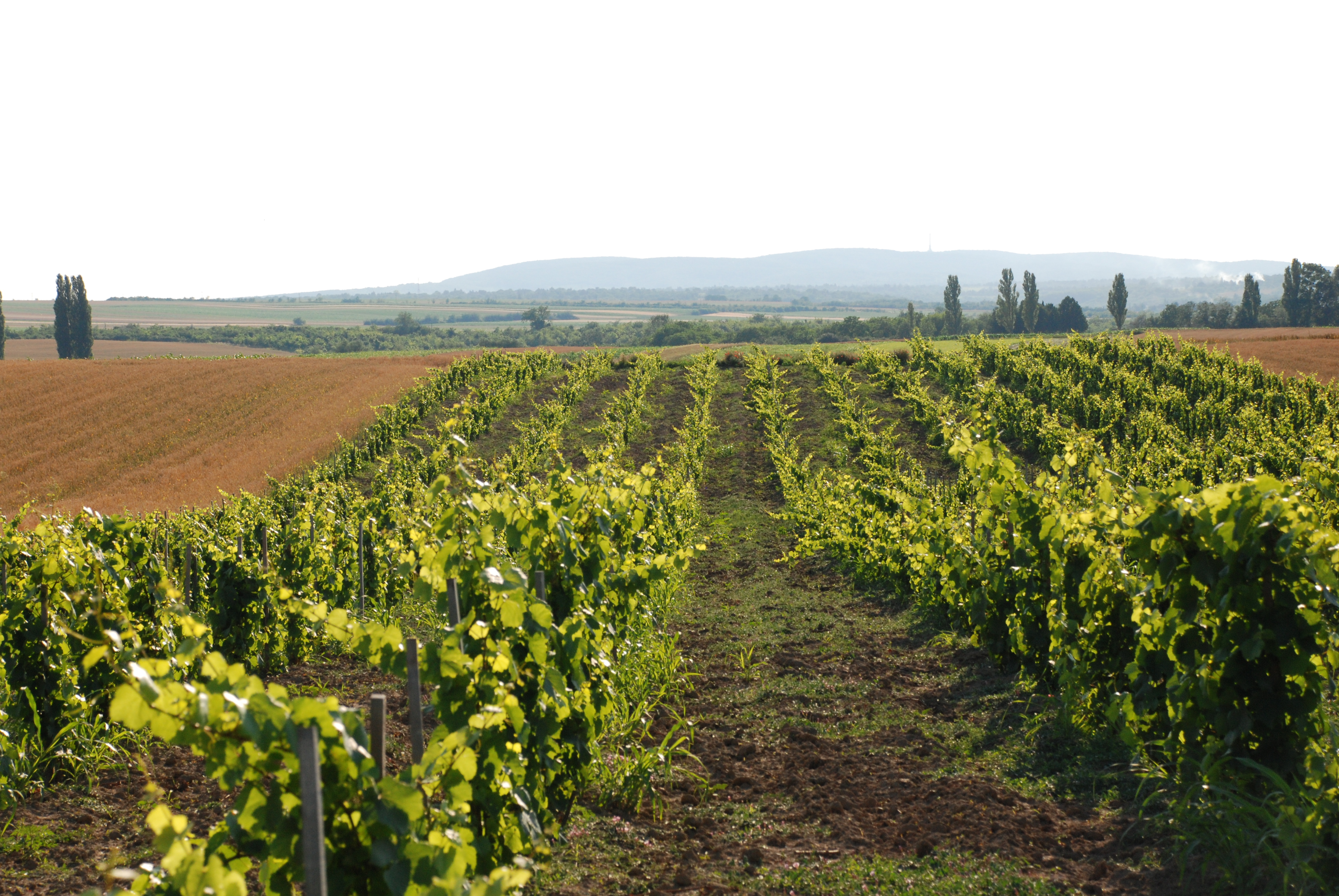
Weinbau auf dem Syrmischen Lößplateau, Umgebung von Inđija

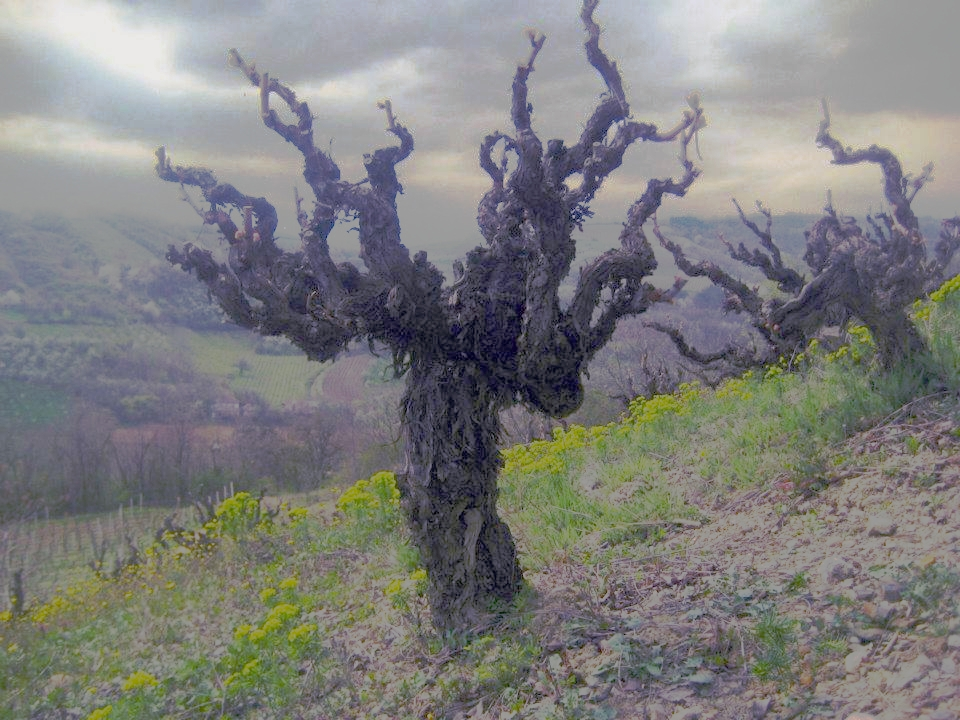
Über 100 Jahre alte sehr starke Prokupac-Reben der Kelterei Vino Budimir (u. a. Sub Rosa, Triada) bei Aleksandrovac, Župska regija

Der Weinbau in Serbien hat eine jahrhundertealte Tradition, die historisch auf das Wirken der Thraker und Griechen zurückgeht. Unter den 54.000 ha. Rebflächen sind die syrmische Fruška Gora, die Vršačke gore im Banat, die Timočka krajina in Ostserbien, der Toplički okrug um Kruševac und allgemein die Landschaften der Großen und Südlichen Morava (mit Zentren in Smederevo und Vranje) bedeutende Weinproduzenten, das älteste serbische Weingebiet in Metochien produzierte einstmals den Amselfelder als meistexportierten Rotwein in die BRD. Regionale Sorten wie der dominierende Prokupac sowie Kadarka, Tamjanika, Smederevka, Vranac und Krstač werden für sortenreine autochthone Weine oder Verschnitte mit Riesling, Pinot noir, Gamay, Merlot oder Cabernet Sauvignon gekeltert.

## Geschichte

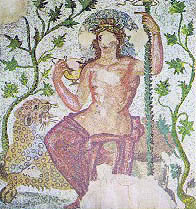
Dionysos Mosaik im Altersruhesitz Kaiser Galerius in Felix Romuliana

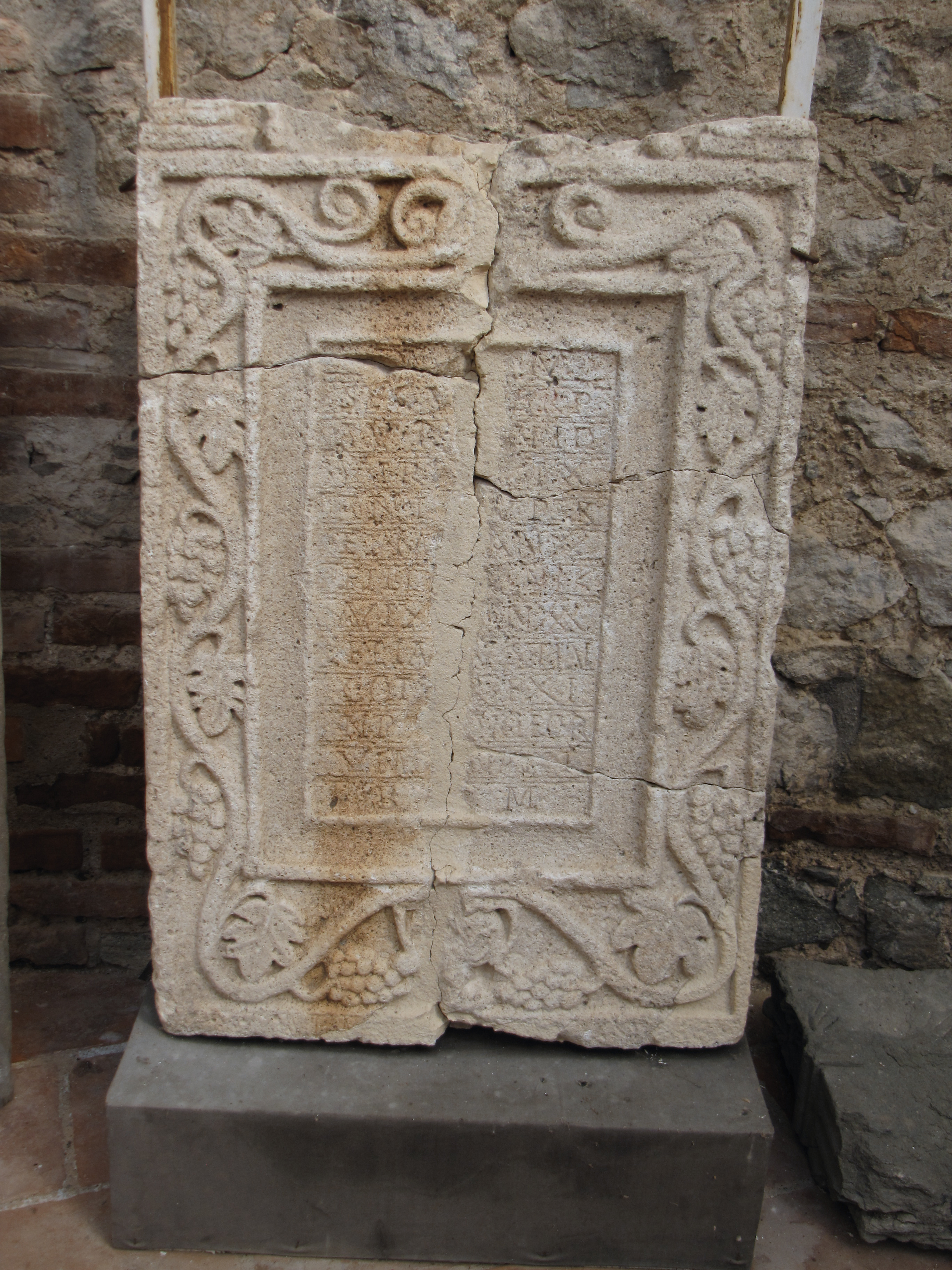
Kantharoi der Pilaster der Torfassade des Galerius-Palastes mit Weinreben

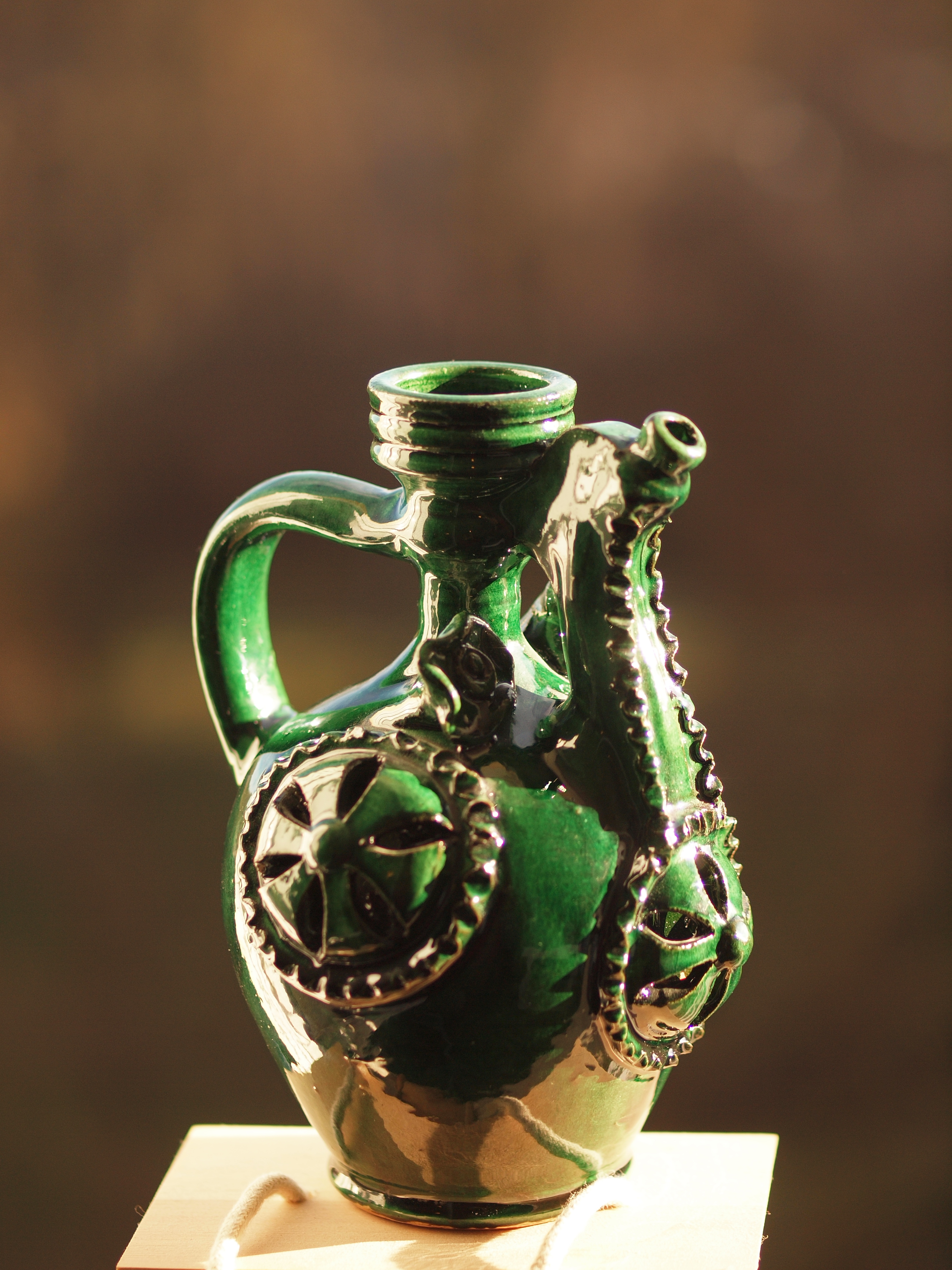
Der Bardak ist ein traditionelles Weingefäß der Balkanhalbinsel aus Keramik

### Antike
Der Weinbau der Serbien reicht bis in die Römerzeit zurück. Nachdem Domitian 92 n. Chr. den Weinbau außerhalb des Apennin in den römischen Provinzen verboten hatte, dauerte es bis ins 3. Jahrhundert, bis Kaiser Probus den Weinbau in Pannonia, Moesia und Gallien wieder erlaubte. Es wird angenommen, dass die Rebkultur auf heutigem serbischen Gebiet erstmals wieder an den Abhängen der Fruška Gora in Syrmien, wo Probus in der spätantiken kaiserlichen Residenzstadt Sirmium geboren wurde, wiedereingeführt wurde. Das 3. und 4. Jahrhundert bildeten in der Region Sirmiums und der Stadt selbst die Zeiten des größten Aufschwungs und römische Chronisten berichten, dass Claudius Gothicus den größten Teil seines Lebens hier verbrachte, der aus niederer Herkunft stammende Aurelian in Sirmium geboren wurde, ebenso Probus und auch Diokletians Mitregent Maximinian aus der Umgebung stammte. Damit entwickelten sich neben der Kaiserlichen Residenz und dem Ausbau Sirmiums mit dem größten Hippodrom des Römischen Imperiums in der Umgebung zahlreiche Villa Rustica, in denen die Weinkultur bedeutsam war.
Dem Kult des Dionysos zentral verbunden war die Palastanlage von Romuliana 12 km vom heutigen Zaječar die Kaiser Galerius für seine Mutter Romula und sich als Altersruhesitz erbauen ließ. Neben dem Mosaik des weinumrankten Dionysos ist ebenso ein Relief der Ariadne im Schlaf für die Ikonographie Romulianas zum Mythos des Dionysos erhalten. Romula als große Anhängerin der Opferfeste für die Berggottheiten, war eine große Gegnerin der Christen. Der Altersruhesitz des Galerius verfolgte daher auch eine duale ideologische Ausrichtung die der Verbindung von Galerius mit Dionysos in der sich Galerius als lebender Gott verherrlichen ließ. Die Mosaik-Darstellung des Dionysos am Eingang des großen Trikliniums im Palas zeigt diese sublime Anspielung, aber auch weitere Motive weisen auf den Kult des Dionysos hin: Putten bei der Weinlese, Weinreben mit Trauben, Kantharoi auf den Pilastern an den Torfassaden, aus denen eine Weinrebe heraustritt, sowie ein Architrav, auf dem höchstwahrscheinlich der Kopf des Dionysos dargestellt ist – auf beiden Seiten von Pantherpaaren umgeben, die aus einem krater (Mischkrug) trinken.
Zaječar ist bis heute mit Negotin das Zentrum der ostserbischen Weinbauregion der Timočka Krajina.
Das kaiserliche patrimonium Mediana als Vorstadt von Naissus an der Konstantinopoler Heerstraße gelegen, bildete eine weitere imperiale Sommerresidenz der Spätantike auf heutigem serbischen Gebiet und bestand neben der kaiserlichen Villa aus einem großflächigen Wirtschaftsteil in dem riesige pithoi gefunden wurden. Daneben wurde hierin ein 1,4 m tiefes rundes Beecken mit 2,8 m großen Durchmesser, sowie zwei annähernd quadratische Becken von 3 × 3,40 und 3,23 × 3,16 m, deren innere sorgfältig geglättete Oberfläche mit hydraulischem Mörtel verkleidet war, gefunden, in denen Öl und Wein gelagert wurden.
Die römische Epoche dauerte in Südosteuropa noch mindestens ein Jahrhundert länger als in Westeuropa. Justinian I. gründete selbst noch Iustiniana Prima als neues kirchliches Zentrum der prätorianischen Präfektur Illyricum, welche gänzlich vom Reißbrett aus entworfen wurde. Die sechzehn ergrabenen Basiliken und Kirchen haben die zentralen spirituellen Funktion der Bischofsstadt im Balkanraum bewiesen, aber auch die Handelsfunktion ist durch den Fund von erst 2014 entdeckten sechs Trampeltieren als bedeutsam anzunehmen. Aus dem liturgischen Gebrauch des Weins während der großen christlichen Feste hatte die Rebkultur um das damalige Justiniana prima weitere Bedeutung gewonnen und ist in der Toplička regija bis heute als einem der Zentren der serbischen Weinbaus erhalten. Sie gilt überdies als Ursprungsgebiet und engere Heimat der Prokupac Rebe.

### Mittelalter

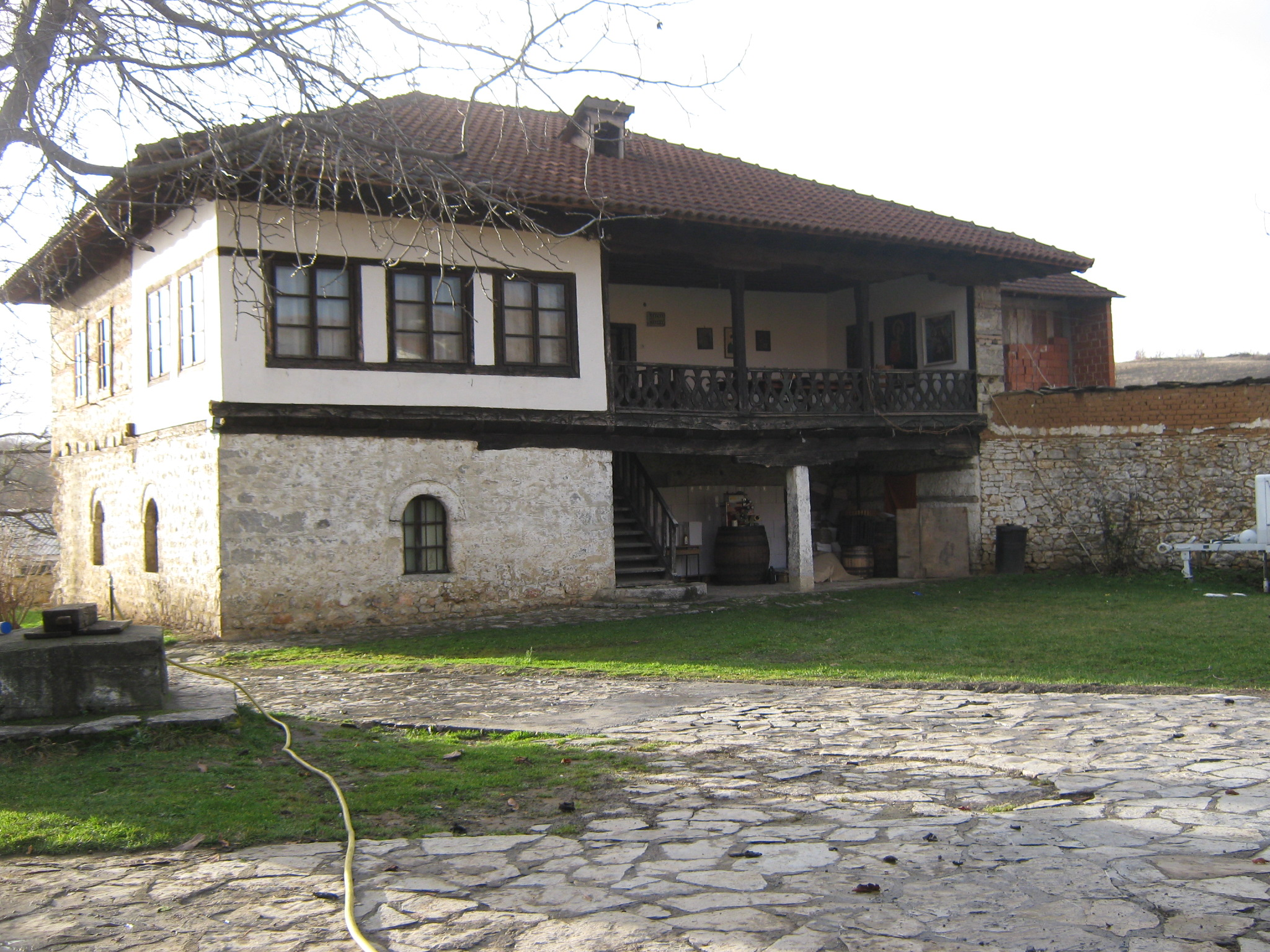
Weinkeller des Klosters Visoki Dečan in Velika Hoča, Metochien

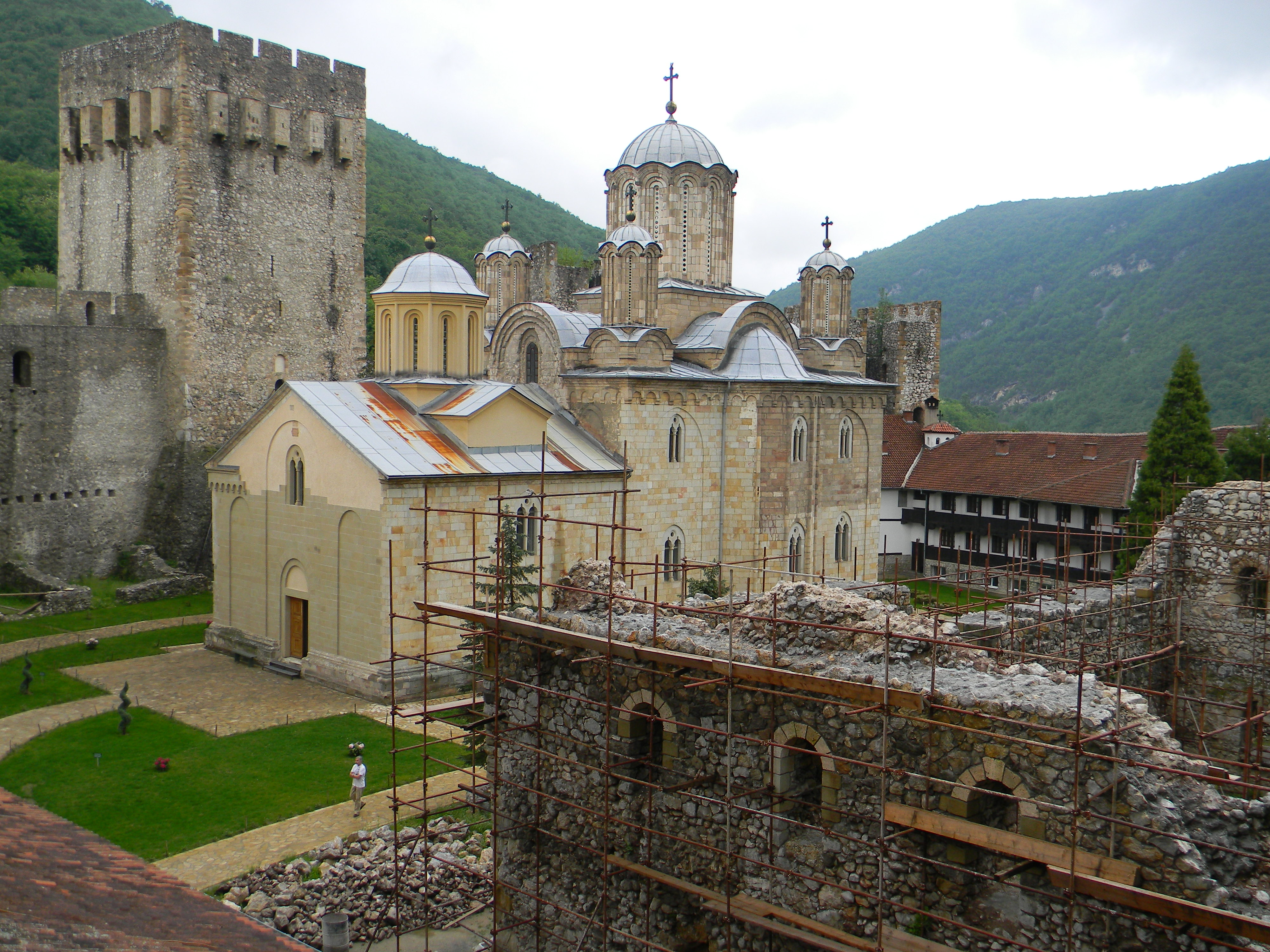
Kloster Manasija, dem geistigen Zentrum Serbiens zur Zeit der Despoten. Im rechten Vordergrund das mittelalterliche Speisegebäude des Klosters, dem zahlreiche Weinberge im gesamten serbischen Reich gehörten.

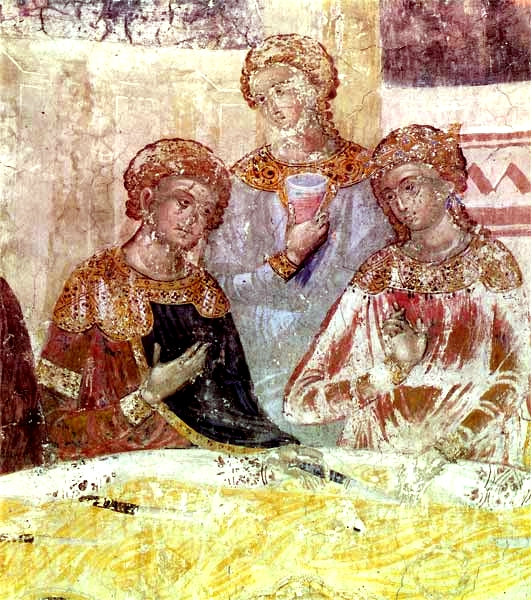
Detail aus dem Fresko Hochzeit zu Kana, Jüngling reicht ein mit Blut vermischtes Glas Wein während der Bräutigam den Finger der Braut mit spitzem Messer ritzt. Unbekannter Meister von Kalenić, um 1413

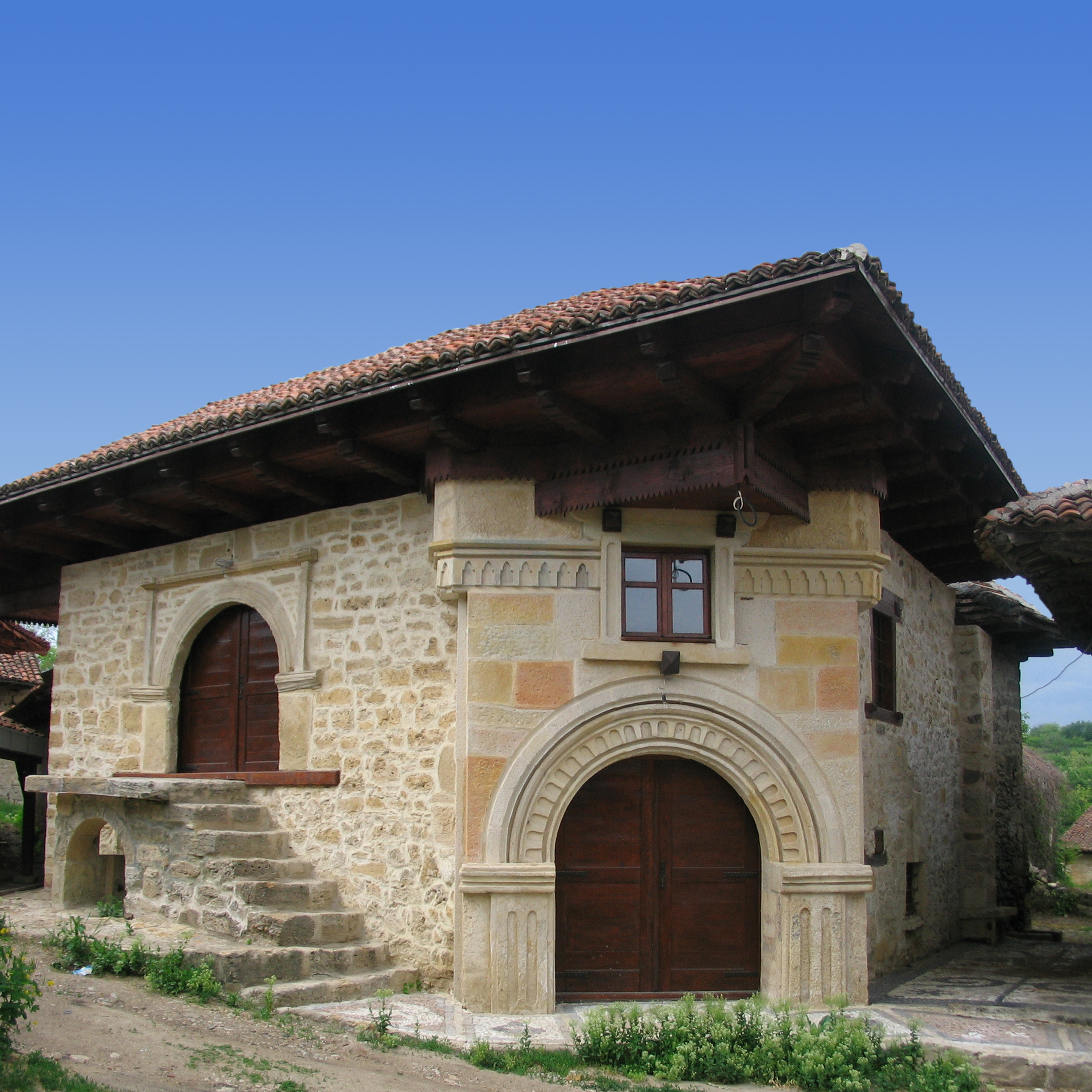
Weinkeller im „Weindorf“ Rajac, Timočka Krajina

Die Ausbreitung des Christentums zu Beginn des Mittelalters hatte sich im Besonderen positiv auf die Entwicklung der Rebzucht und den Weinbau auf dem heutigen Gebiet Serbiens ausgewirkt, indem die neuzugesiedelten Slawen die Weinherstellung erlernten. Auf die weitere Verbreitung des Weinbaus hatten die serbischen Herrschaftshäuser der Vlastimirovići sowie den Višeslavići vom 9. bis 12. Jahrhundert weiteren Einfluss. Ein Aufblühen der Weinkultur erlebte der Weinbau dann unter der Herrschaft der Nemanjić (12.–14. Jahrhundert). Klöster sowie die Landgüter der Adligen wurden Träger einer sich entwickelnden großen Weintradition. Die Klöster legten ihre Weinberge in sogenannten Metochi an, klösterlichen Landgütern. Die Metochi der Klöster Visoki Dečani und Dević lagen in Velika Hoča, das Metoch des Klosters des Serbischen Patriarchats Peć in Orahovac. Dabei wurden in Velika Hoča bei archäologischen Untersuchungen Pithoi gefunden, die auf eine vorhergehende römische Tradition hinweisen.
Weinbau wurde erstmals unter Stefan Nemanja in der Charta des Klosters Studenica erwähnt, als dieser seiner Grablege die umliegenden Weinberge schenkte. Zum Ende seiner Regierung übertrug er 1198/99 Velika Hoča als Metochi dem Kloster Hilandar. Als Metochi des Athosklosters entwickelte sich Velika Hoča mit seinen zwölf Kirchen zu einem spirituellen Zentrum, in dem sich neben den Mönchen auch zahlreiche Feudalherren niederließen, die dort die Weinkelterei förderten. Im Weiteren wurde die Bezeichnung Velika Hočas als Metochi auf die gesamte Landschaft westlich der Wasserscheide von Sitnica und Weißer Drin übertragen (Metochien).
Historische Quellen erwähnen auch, das Stefan Nemanja den Kaiser des Heiligen Römischen Reiches Friedrich Barbarossa während des Dritten Kreuzzugs bei der Reise ins Heilige Land in Niš 1189 mit Wein empfing.
Alle weiteren serbischen Herrscher widmeten sich intensiv dem Weinbau. Stefan Uroš II. Milutin förderte den Weinbau im Kosovo, Stefan Dragutin als König der Mačva in der Pocerina und Syrmien.
Während der Regierungszeit des Zaren Stefan Dušan wurde der Weinbau um Prizren in Orahovac, Mala- und Velika Hoča sowie Suva Reka intensiviert. Um die sogenannte „Zarenstadt“ Prizren lagen seit dem 13. Jahrhundert auch die Residenzen der serbischen Könige und Zaren. Hier wurde in der Überlieferung auch eine aus Keramik hergestellte, 25 Kilometer lange Leitung zwischen den Weinkellern Velika Hočas und den Nemanjić-Weinkellern Carske vinarije (Zaren-Weinkeller) in den Residenzen Svrčin und Ribnik bei Prizren erwähnt.
Als Stefan Uroš III. Dečanski seine Grablege bei Peć errichtete, übergab er seiner Grablege Visoki Dečani ebenso Weingüter in Velika Hoča. Bis heute existiert der Weinberg und -keller des Klosters (Vinarci manastira Visokog Dečana) im Ort. Metochische Reben wurden noch in der Regierungszeit Đurađ Brankovićs nach Belgrad und Smederevo exportiert. Den Export metochischer Weine regelte eine Verordnung Zar Dušans von 1350, in der auch die Taxierung festgesetzt wurde. Damit besaß dieses Agrargut im feudalen serbischen Reich eine hohe wirtschaftliche Bedeutung.
Nachdem die Serbischen Herrscher ihre ehemaligen Residenzen in Prizren und Skopje sukzessive in den Norden verlegten, nahmen sie auch autohtone Sorten aus Metochien auf diesem Weg mit. Um die neuen Residenzen in Kruševac, Belgrad und Smederevo wurden neue Weinberge errichtet. Dies berichtete der Biograph des Despoten Stefan Konstantin Kostenezki in der Vita des Despoten Stefan Lazarević im Kapitel der Beschreibung Serbiens:

„Daneben wurden viele Weinberge gepflanzt – und nirgends so ohne Mühe wie in diesem Land, (welches) überreich an Samen, Pflanzungen und Früchten ist.“

Auch bestimmte der Despot Stefan Lazarević durch die weitreichende Schenkung von Landgütern und Weinbergen sein als Grablage mit einer elftürmigen Mauer umwehrte Kloster Manasija, das zum geistigen und spirituellen Zentrum der spätmittelalterlichen serbischen Geschichte aufstieg und in seiner Konzeption mehr einer „idealen“ Stadt als einem einfachen Kloster glich:

„Er übergab und vermachte (dem Kloster) Dörfer und Weinberge in seinem gesamten Reich (und) bestätigte dies mit seiner Unterschrift.“

So besaß das Kloster für seine volkreiche Mönchschaft, in der eine bedeutende Schreibschule saß, ein mehrstöckiges Speisegebäude, das als größtes mittelalterliches ziviles Gebäude der damaligen Zeit in Serbien gilt.
Zahlreiche Fresken des spätmittelalterlichen Serbischen Despotats illustrieren die kultische Funktion, die der Wein als Sakrament in der christlichen Spiritualität und der Ikonographie einnahm. In der von einer intimen und verfeinerter höfischer Kunst geprägten Epoche bildete das Vordringen der Türken nach der Amselfeldschlacht eine als Endzeit empfundenen historischen Abschnitt. So zeigt ein bedeutendes Fresko der Palaiologischen Renaissance im Kloster Kalenić die Hochzeit zu Kana als intime Darstellung des Vorgreifens des Martyriums Christi das die biblische Darstellung des Weinwunders von Kana illustriert. Im Spiel der Gesten zwischen Bräutigam und Braut, in dem der Bräutigam den Finger der Braut mit einem spitzen Messer ritzt um das Zeremoniell eines uralten vorchristlichen Brauchs – mit Wein vermischtes Blut zu trinken – ist in typisch serbischer Verknüpfung heidnischer und christlicher Sitten ein tieferer Sinn verborgen. Der Wein von Kana wird hier als kommendes Blut Christi gedeutet und steht exemplarisch im Zeitempfinden der Serben im Spätmittelalter, die den Untergang der byzantinischen Kultur und Eigenstaatlichkeit vor Augen hatten.
Mit der osmanischen Eroberung wurde die Weinproduktion verboten; Wein wurde jedoch illegal hergestellt und unter den serbischen Einwohnern gehandelt.

## Anbaugebiete

Weinregionen Serbiens

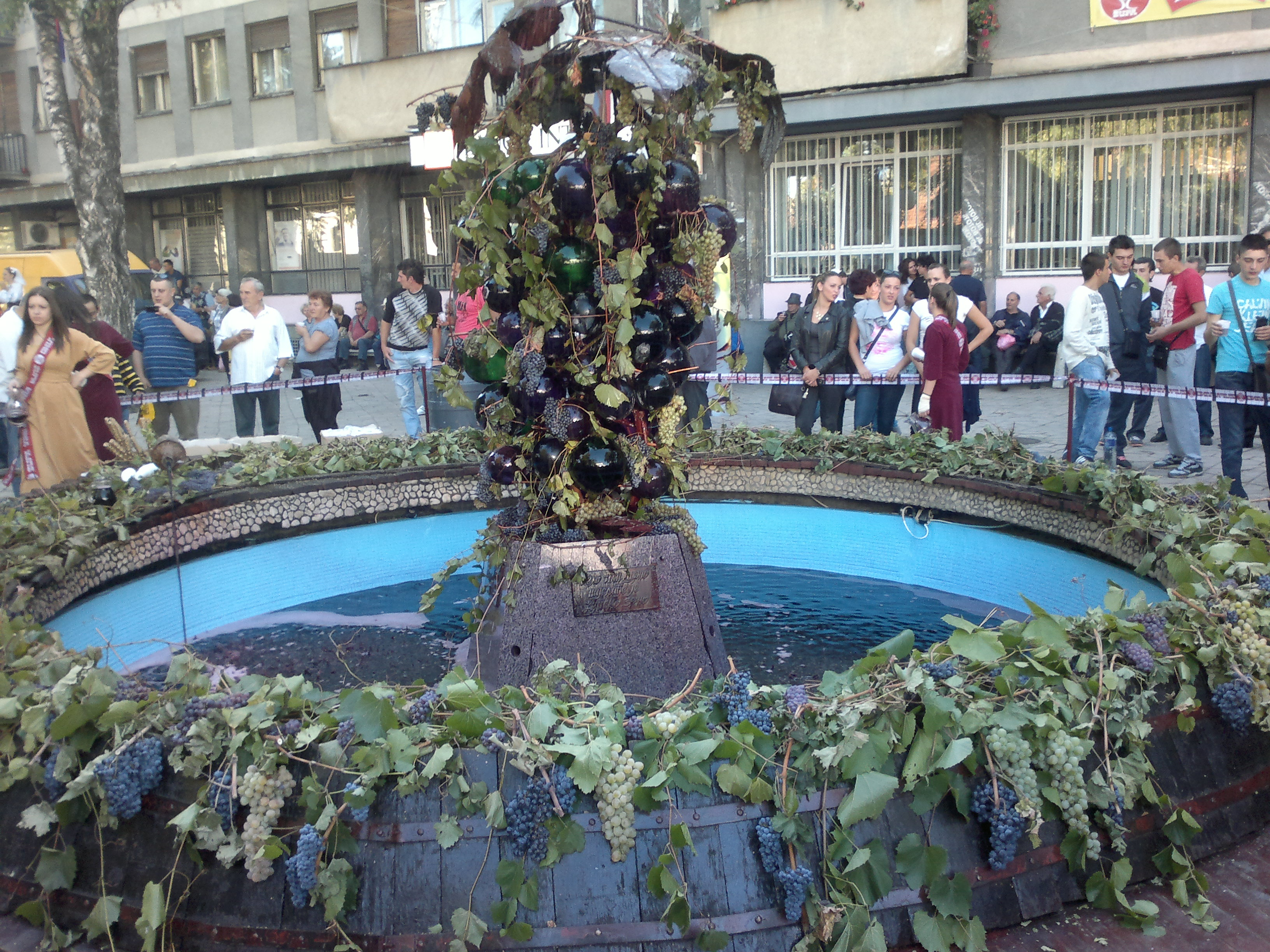
Župska berba grožđa – Weinfest der Župa in Aleksandrovac. Mit Prokupac und Tamjanika Reben geschmückter Weinbrunnen in Aleksandrovac

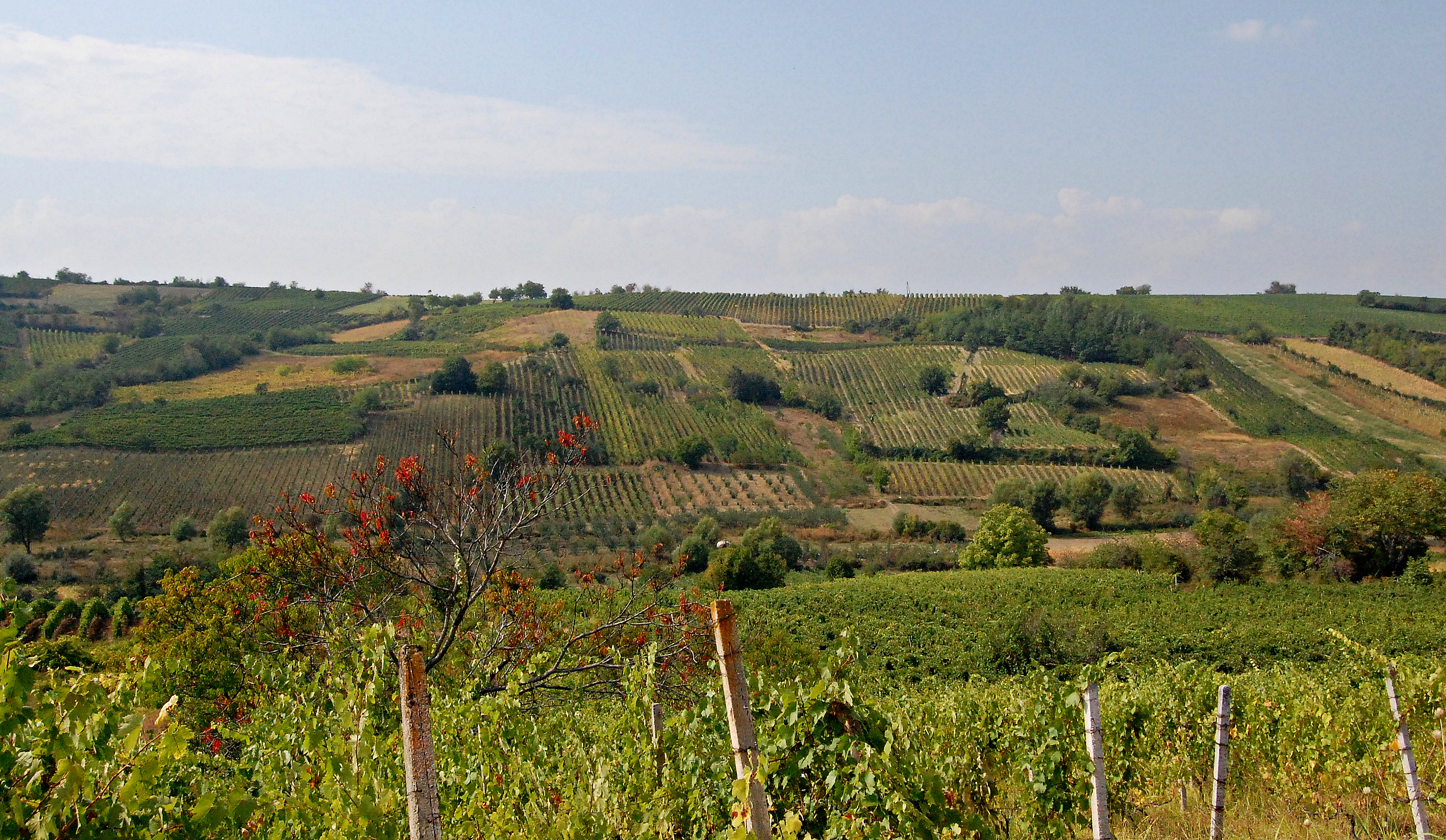
Weinberge in Orahovac, dem Ursprungsort des Amselfelders

Wichtige Weinanbaugebiete Serbiens sind die Župska regija (Westliche Moravaregion – Aleksandrovac, Kruševac), Toplička regija (Toplicaregion – Prokuplje, Kuršumlija), Timočka regija (Timokregion – Negotin, Knjaževac) sowie der Južnomoravska regija (Südliche Moravaregion – Vranje) und Metochien.
|  | 1. Timočka regija         |
|  | 2. Nišava-Južna Morava    |
|  | 3. Župska regija          |
|  | 4. Šumadija-Velika Morava |
|  | 5. Pocerina               |
|  | 6. Syrmien                |
|  | 7. Banat                  |
|  | 8. Subotica-Horgoš        |
|  | 9. Metochien              |

## Sorten

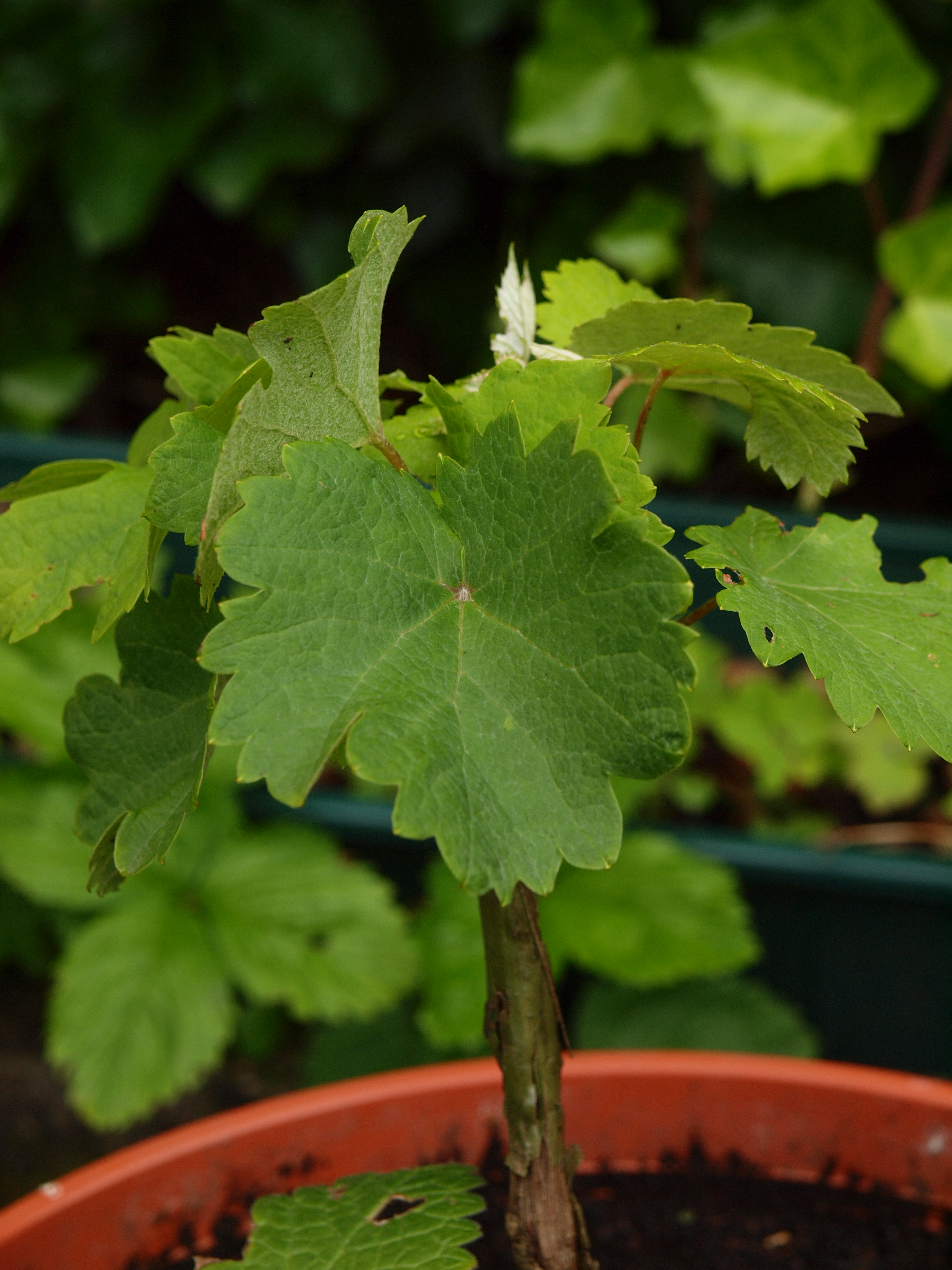
Prokupac

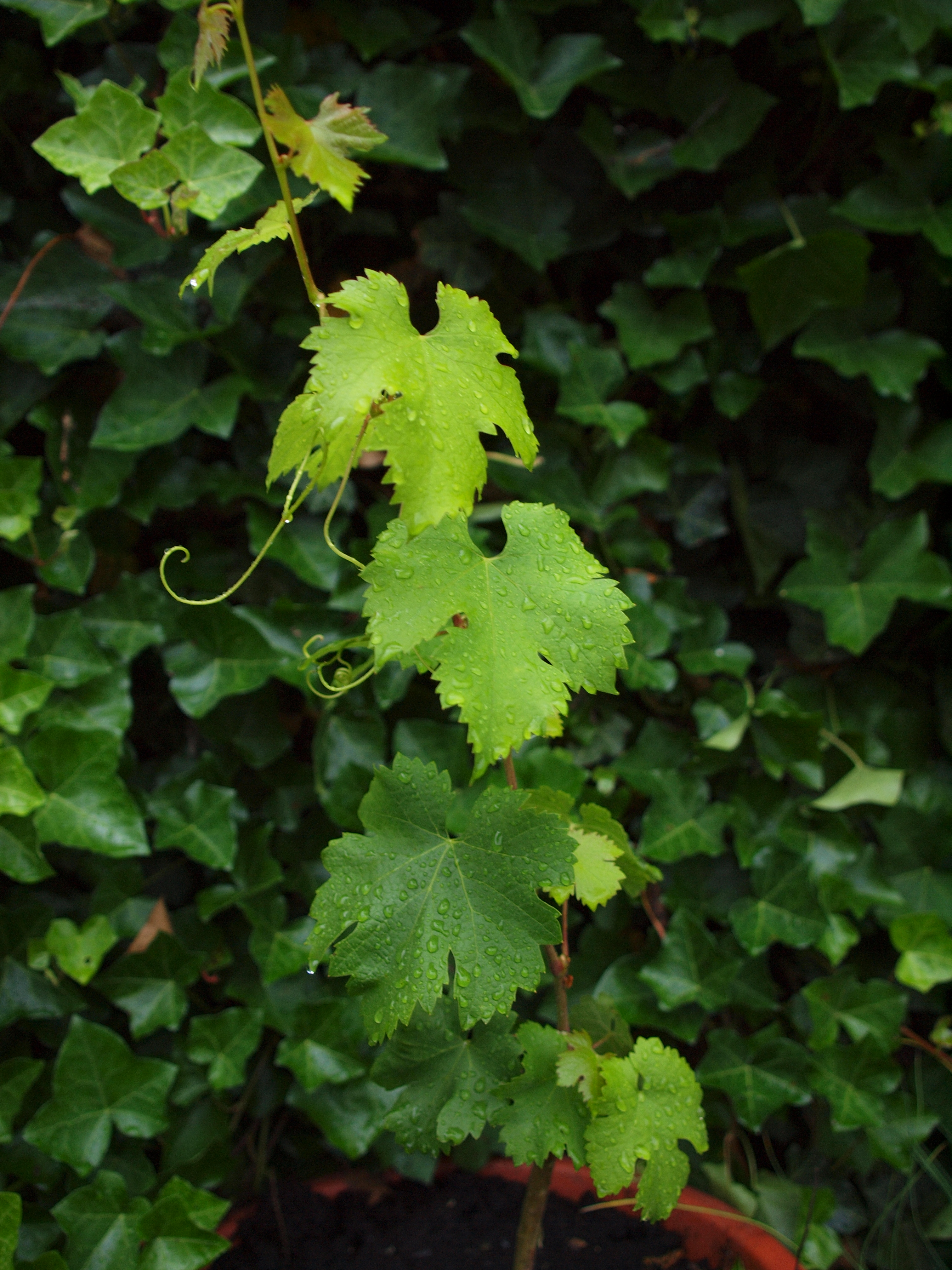
Vranac

Neben den autochthonen Sorten dominieren heute internationale Sorten den Weinbau Serbiens. Die regionale Sorten wie der dominierende Prokupac sowie Kadarka, Tamjanika, Smederevka, Vranac und Krstač werden für sortenreine autochthone Weine oder Verschnitte mit Riesling, Pinot noir, Gamay, Merlot oder Cabernet Sauvignon gekeltert.